# Port Neches
Port Neches est une ville américaine située dans le comté de Jefferson, dans l'Est du Texas. Sa population est de 13 040 habitants selon le recensement américain de 2010.